# Hyposidra diffusata
Hyposidra diffusata là một loài bướm đêm trong họ Geometridae.